# Franz Joseph Manskirsch

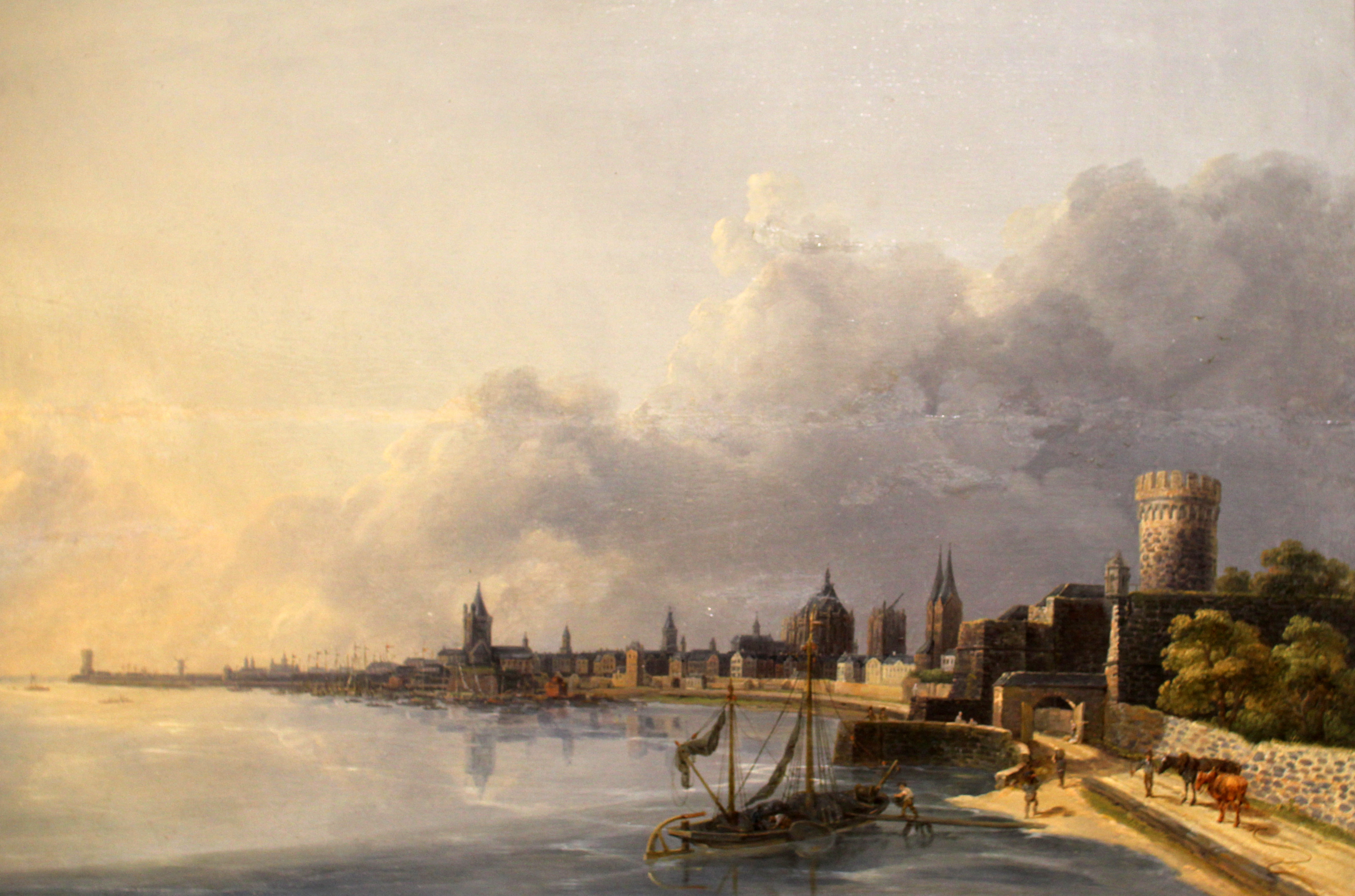
Rheinpanorama Köln

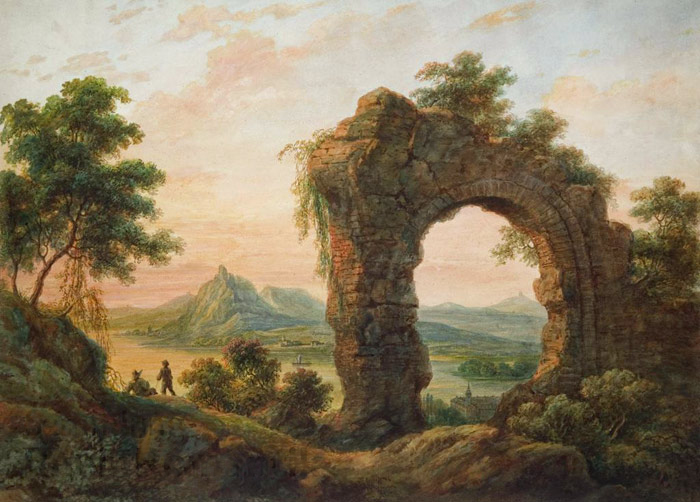
Siebengebirge

Franz Joseph Manskirsch, auch Franz Josef Manskirsch (* 6. Oktober 1768 in Ehrenbreitstein; † 16. März 1830 in Danzig) war ein deutscher Porträt- und Landschaftsmaler.
Manskirsch entstammte einer Künstlerfamilie, geboren als Sohn des Landschaftsmalers Bernhard Gottfried Manskirsch (1736–1817) und Enkel des Malers Jakob Manskirsch (1710–1766).
Er war Schüler seines Vaters und seines Onkels, des Blumenmalers Peter Joseph Manskirsch (1742–1809).
Seit 1790 war er in Rheinland und seit 1793 in England tätig. Dort porträtierte er den zukünftigen Premierminister George Canning. In London lieferte er Illustrationen an Rudolph Ackermann (1764–1834).
Den Zeitraum von 1805 bis 1806 verbrachte er am Hofe der Kaiserin Joséphine in Aachen. Von 1793 bis 1819 stellte er seine Werke in der Royal Academy of Arts in London aus, 1819 zeigte er seine Werke auf einer Einzelausstellung.
Nach einem Aufenthalt in Frankfurt von 1819 bis 1822 wurde er zum Professor an der Königlichen Kunst- und Handwerksschule in Danzig berufen, deren Leiter Johann Adam Breysig war. 
Neben den Porträts schuf er Landschaftsbilder, u. a. Ansicht des Siebengebirges am Rhein von der Landseite, Ansicht von Vallendar am Rhein, Landschaft mit Vieh, Chepstow Castle in Wales, Schlacht von Waterloo, Ansicht von Oliva, Blick auf Fahrwasser, Ansicht von Frankfurt am Main, Ansicht der neuen Bibliothek und der Mainbrücke zu Frankfurt.